# Heteracris pterosticha
Heteracris pterosticha is een rechtvleugelig insect uit de familie veldsprinkhanen (Acrididae). De wetenschappelijke naam van deze soort is voor het eerst geldig gepubliceerd in 1833 door Fischer von Waldheim.